# Autobusna linija br. 105 u Zagrebu
Linija 105 (Kaptol – Britanski trg) gradska je autobusna linija ZET-a u Zagrebu. Međusobno spaja Tuškanac, Cmrok i Novu Ves s terminalima Kaptol i Britanski trg u centru grada.

## Trasa
Prometuje trasom: Kaptol – (smjer A: Nova Ves → Mala ulica; smjer B: Tkalčićeva ulica → Mikloušićeva ulica) – Medvedgradska ulica – Ulica Antuna Vrančića – Mlinarska cesta – Jurjevska ulica – Ilirski trg – Jurjevska ulica – Cmrok – Tuškanac – Ulica Vladimira Nazora – Britanski trg
Na Britanskom trgu moguće je presjedanje na tramvajske linije 1, 6 i 11, dok se Kaptol nalazi u blizini Trga bana Jelačića gdje je moguće presjedanje na tramvajske linije 1, 6, 11, 12, 13, 14 i 17.

## Raspored
Linija prometuje svaki dan. Slijed polazaka radnim danom i subotom je 30 – 60 minuta, a nedjeljom i praznicima 60 minuta.
Na liniju 105 se disponira 2 minibusa radnim danom i subotom, a 1 nedjeljom i praznicima.

## Povijest
Zabilježeno je da je 1982. pod brojem 105 prometovala autobusna linija na trasi Trg Republike – Radićeva – Jurjevska – Becićeve stube.
1994. zabilježeno je da je prometovala na trasi Kaptol – Ksaver – Cmrok. Do rujna 1999. produžena je do Britanskog trga te time poprima današnji oblik.

## Vanjske poveznice
- Vozni red linije 105